# Наринський тролейбус
Наринський троле́йбус — колишня з двох тролейбусних систем у Киргизстані, у місті Нарин, що діяла з 30 грудня 1994 року. Оператором системи було МП «Тролейбус».

## Історія
Після розпаду СРСР місто Нарин стало одним з обласних центрів Киргизстану. У 1992 році Нарин був маленьким важкодоступним містечком з населенням близько 40 тисяч з єдиною проїжджою вулицею. Попри це, влада Киргизстану ухвалила рішення про будівництво тролейбусної лінії, яка була побудована вулицею Леніна від вулиці Мукаша Ісакова до міжміського автовокзалу. 
30 грудня 1994 року відбулося відкриття тролейбусного руху в місті Нарин за маршрутом № 1 «Вулиця Леніна — Вулиці Мукаша Ісакова — Автовокзал». Наприкінці лінії був побудований тролейбусний парк (відкритий майданчик для відстою тролейбусів). З Бішкеку було передано 7 вживаних тролейбусів моделі ЗіУ-682 (1988—1992 років випуску).
Тролейбусна система в місті Нарині унікальна тим, що вона була розташована у високогірній місцевості (2000 м над рівнем моря), а також тим, що на всій мережі всього дві тролейбусні стрілки.
У травні 2008 року тролейбусний рух тимчасово припинявся, проте, поки тролейбуси не курсували, була змонтована друга пускова дільниця від вулиці Мукаша Ісакова до зупинки «Районна міліція», що була відкрита в ході відновлення тролейбусного руху 17 вересня 2008 року за зміненим маршрутом № 1 «Вулиця Леніна —  Районна міліція».
Щороку, починаючи з 2013 року, тролейбусний рух на літній період прининявся:
| 24 червня—15 вересня 2013 | 16 вересня 2013 |
| 24 червня—31 серпня 2014  | 1 вересня 2014  |
| 24 червня—14 вересня 2015 | 15 вересня 2015 |
| 1 червня—31 серпня 2016   | 1 вересня 2016  |
| 10 липня—31 серпня 2017   | 1 вересня 2017  |
| 10 червня—28 серпня 2018  | 29 серпня 2018  |
| 15 червня—1 вересня 2019  | 2 вересня 2019  |

Тролейбусний рух в місті було припинено у травні 2024 року на час ремонтних робіт на центральній та єдиній вулиці міста — Леніна, через вихід з ладу тягової підстанції.
4 березня 2025 року міською владою було ухвалено рішення про ліквідацію  тролейбусної системи через нерентабельність утримання тролейбусного господарства. Після того, як Бішкек відмовився від цього  виду транспорту, запчастини доводилося замовляти у РФ, а вартість нових тролейбусів дещо більше ніж придбання автобусів. Замість тролейбусів заплановано придбати 10 дизельних автобусів.
Демонтаж тролейбусної мережі передбачається влітку 2025 року,  одночасно з розширенням центральної вулиці міста.

## Маршрут

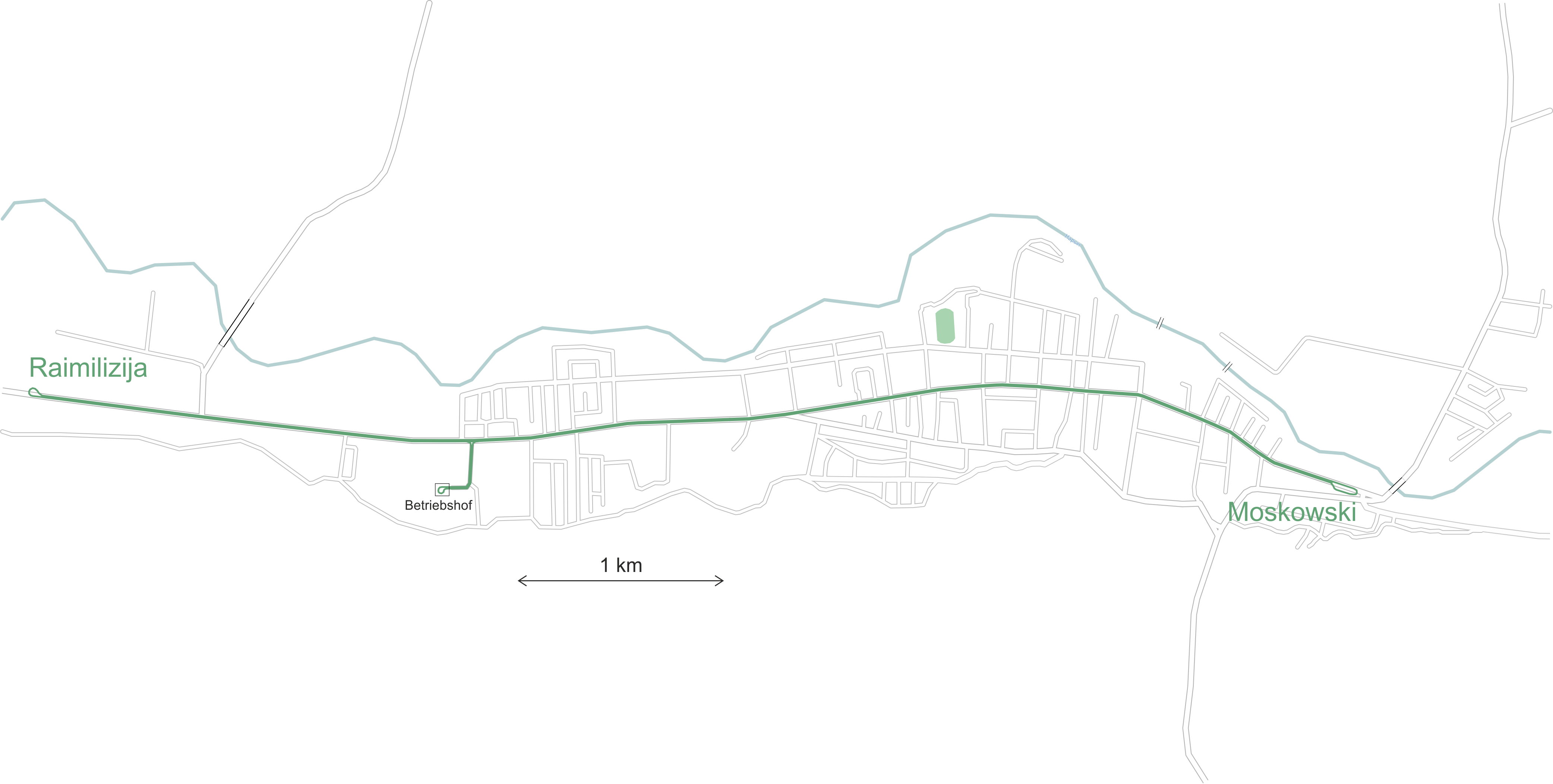
Схема тролейбусної мережі

Єдиний тролейбусний маршрут пролягав від зупинки «Вулиця Леніна» до зупинки «Районна міліція».
| Тролейбусний маршрут в місті Нарин | Тролейбусний маршрут в місті Нарин | Тролейбусний маршрут в місті Нарин | Тролейбусний маршрут в місті Нарин                    |
| №                                  | Пункт відправлення                 | Пункт прибуття                     | Примітки                                              |
| ---------------------------------- | ---------------------------------- | ---------------------------------- | ----------------------------------------------------- |
| 1                                  | Вулиця Леніна                      | Районна міліція                    | Щороку, на літній період, тролейбусний рух припинявся |

Щоденний випуск на лінію складав 2-3 тролейбуса, один тролейбус перебував у резерві.

## Рухомий склад
У Нарині використовуються лише тролейбуси моделі ЗіУ-682 переважно 1984—1992 років випуску, які раніше експлуатувалися у Бішкеку, а згодом були передані до Нарину.
17 вересня 2013 року до міста Нарин з Бішкека переданий тролейбус ЗіУ-682Г-018 [Г0Р] (№ 1508), а 10 листопада 2013 року Бішкек подарував Нарину ще один тролейбус ЗіУ-682Г-018 [Г0Р] (№ 1116) 1993 року випуску.
8 грудня 2016 року керівник міського тролейбусного підприємства Жумабеков Осмоналієв під час зустрічі депутатів Жогорку Кенеша з місцевими мешканцями повідомив, що очікувані нові тролейбуси до міста Нарин не надійдуть. За його словами, наявні тролейбуси застаріли, тому є складнощі.
2 жовтня 2017 року місту Нарин подарували два відремонтованих тролейбуса, які знову передані Бішкеком міському тролейбусному депо. Вручення техніки було завданням голови держави у відповідь на прохання місцевих жителів, в результаті чого влада Киргистану виділила 3 млн сомів. 
17 вересня 2013 року до міста з Бішкеку надійшов тролейбус ЗіУ-682Г-018 [Г0Р] (№ 1508) 2001 року випуску, 7 листопада 2013 року надійшов ще один ЗіУ-682Г [Г00] (№ 1116) 1993 року вируску. Станом на 2013 рік в експлуатації перебувало 7 тролейбусів, ще 1 був законсервований. Щоденний випуск на лінію складав 4-5 тролейбусів. 
У 2017 році з Бішкеку передані ще 2 тролейбуси ЗіУ-682Г-018 [Г0Р] (№ 1517, 1524) 2001 року випуску.
У 2021 році тролейбус ЗіУ-682Г [Г00] (№ 1116) був списаний, що раніше експлуатувався у Нарині з листопада 2013 року.
На початку січня 2023 року до Нарину, з метою розвитку мережі громадського транспорту, надійшли 4 тролейбуси ЗіУ-682Г-018 [Г0Р] (№ 1527, 1531—1533). На придбання транспорту у мерії Бішкеку із місцевого бюджету було витрачено 500 тисяч сомів. 12 січня 2023 року перший переданий тролейбус (№ 1527) вийшов на лінію. Раніше тролейбуси, що надійшли до Нарина, були списані, оскільки термін їх експлуатації закінчився. На підставі поданих заяв від структурних підрозділів та установ мерії 19 грудня 2022 року Департаментом з управління муніципальним майном був проведений аукціон з реалізації транспортних засобів та реалізовано 38 одиниць із 77, у тому числі тролейбуси та вантажні авто, які перебували на балансі Бішкецького тролейбусного управління. Муніципальне підприємство Нарина виграло на відкритому аукціоні чотири тролейбуси, оскільки запропонувало ціну вище ніж інші.
Станом на січень 2024 року на балансі МП «Тролейбус» перебуває 7 тролейбусів. 
| Статистика рухомого складу станом на січень 2024 року | Статистика рухомого складу станом на січень 2024 року | Статистика рухомого складу станом на січень 2024 року |
| Тип моделі                                            | Кількість, шт.                                        | Бортові номери                                        |
| ----------------------------------------------------- | ----------------------------------------------------- | ----------------------------------------------------- |
| ЗіУ-682Г-018 [Г0Р]                                    | 7                                                     | 1508, 1517, 1524, 1527, 1531, 1532, 1533              |

У вересні 2024 року до Нарину надійшли 6 тролейбусів з Бішкеку,  після закриття системи в столиці Киргизстану.

## Галерея

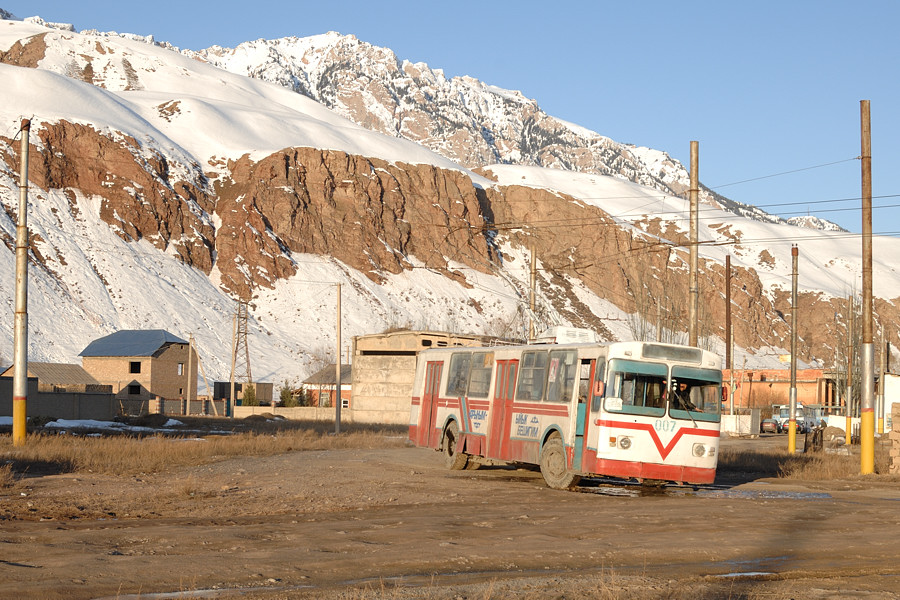
ЗІУ-9 (№ 007)
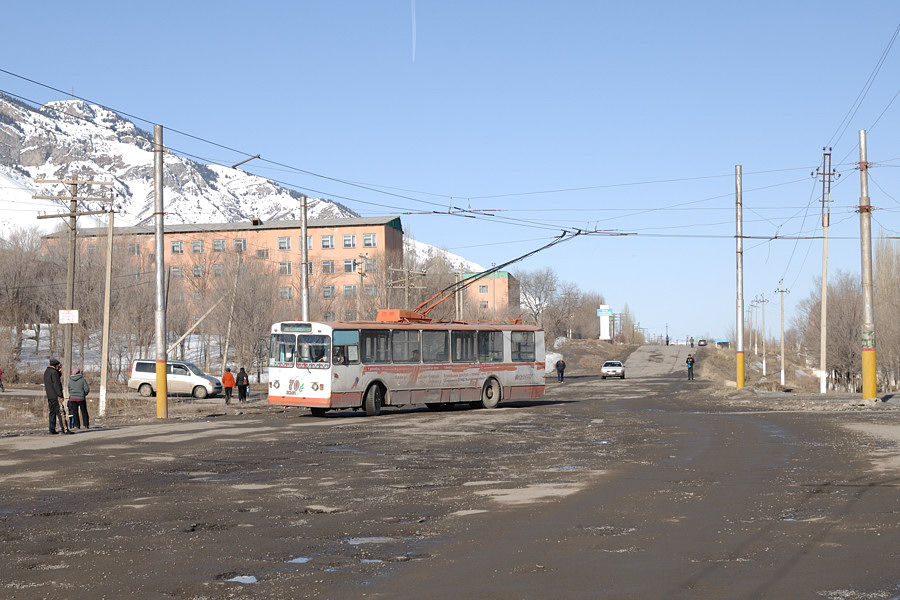
ЗІУ-9 (№ 008)
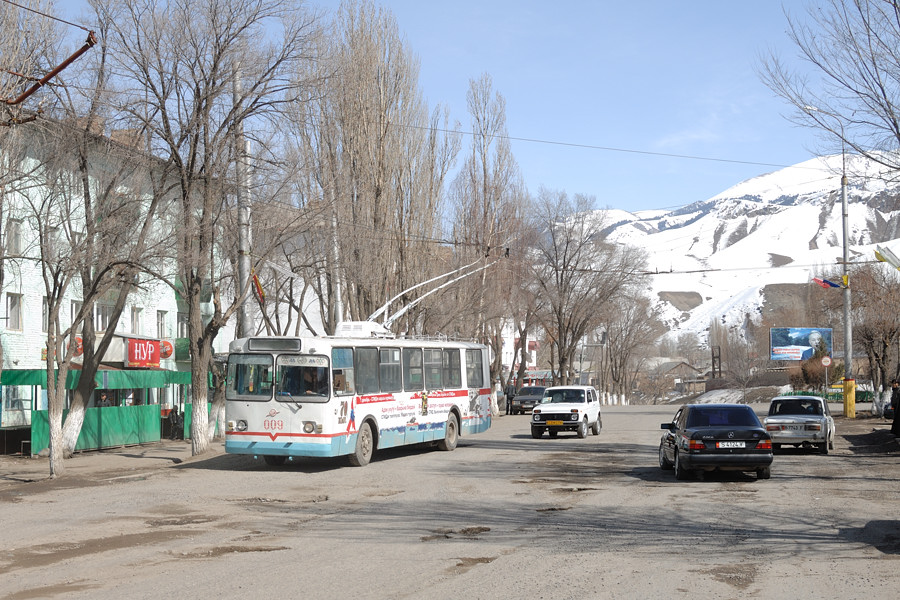
ЗІУ-9 (№ 009)